# Szászapátfalva
Szászapátfalva románul: Apoș, falu Romániában, Erdélyben, Szeben megyében.

## Fekvése
Szentágotától északnyugatra fekvő település.

## Története
Szászapátfalva, Apátfalva nevét 1311-1345 között említette először oklevél p. Villa Abbatis néven, mint az egresi apátság birtokát.
1315-ben villa Abbatis az egresi Boldogságos Szűz-egyház birtokaként volt említve.
További névváltozatai: 1322-ben ugyancsak Villa Abbatis, 1496-ban Absdorf, 1808-ban Apáthfalva, Apesdorf ~ Abtsdorf, 1861-ben 
Apátfalva, Apesdorf, 1888-ban Apátfalva (Abtsdorf, Apesdorf), 1913-ban Szászapátfalva, 1909-1919 között Apudorf, Af, Abtsdorf
A trianoni békeszerződés előtt Nagy-Küküllő vármegye Szentágotai járásához tartozott.
1910-ben 598 lakosából 472 német, 123 román volt. Ebből 12 görögkatolikus, 474 evangélikus, 112 görögkeleti ortodox volt.

## Források

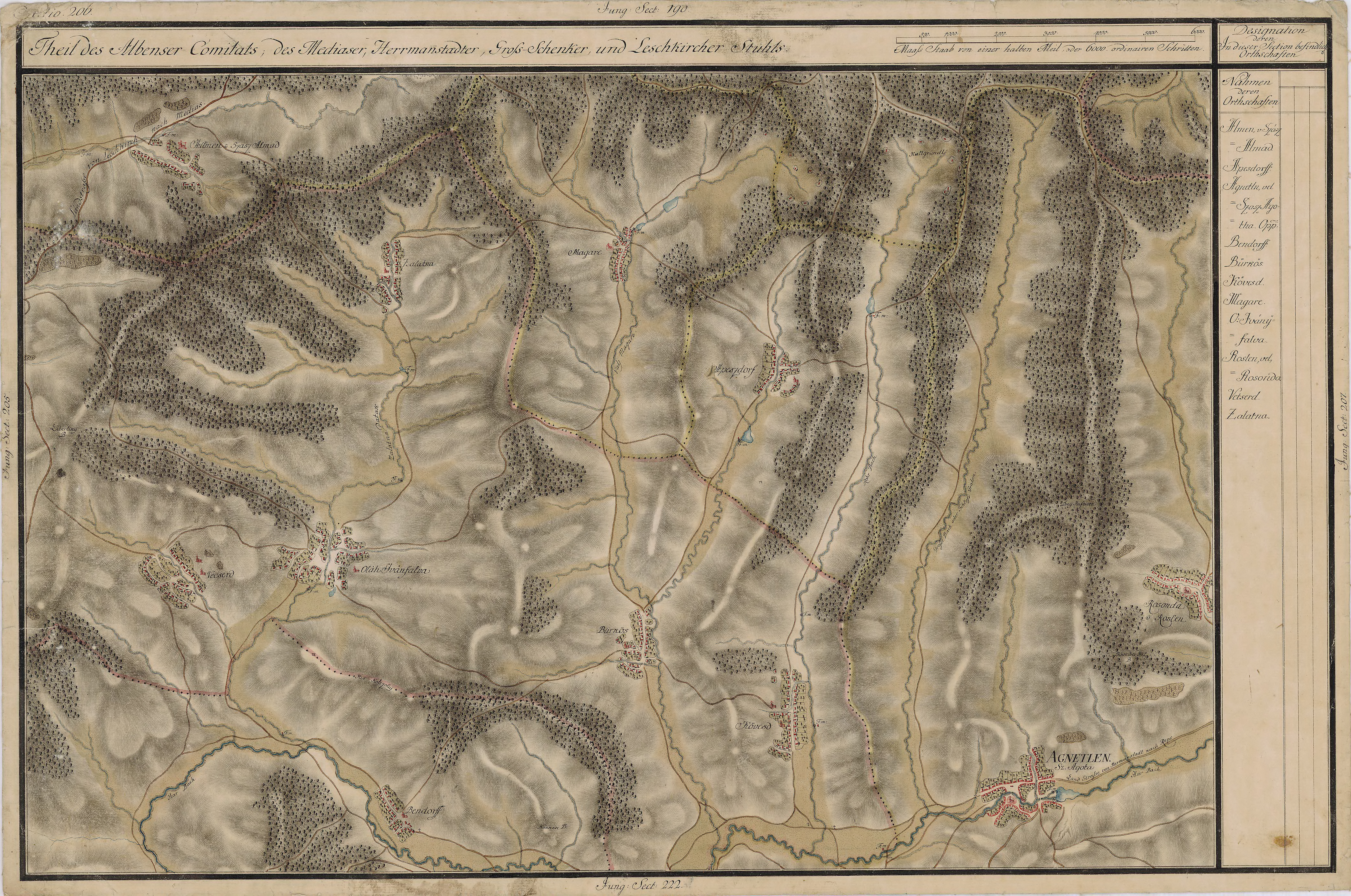
Apátfalva egy régi térképen